# Baumwollsamenöl
Baumwollsamenöl ist ein Pflanzenöl, das durch Pressen oder Extrahieren mit Lösungsmitteln aus Baumwollsamen gewonnen wird. Baumwollsamenöl ist ein weitverbreitetes Speiseöl, das vor allem in den USA in der Lebensmittelindustrie Verwendung findet.
Baumwollsamenöl ist – wie andere Pflanzenöle – ein Gemisch von Triestern des Glycerins. Es wird in großen Mengen als Nebenprodukt der Baumwollproduktion hergestellt. Im Jahre 1994 bestanden etwa 13 % der weltweiten Ölsaatenproduktion aus Baumwollsamen. Die Ausbeute beträgt 15–30 %.

## Verwendung und Risiken
Baumwollsamenöl ist in den USA seit etwa 1800 eines der meist verwendeten Speiseöle und wird in vielen baumwollproduzierenden Staaten wegen seines milden Geschmacks als traditionelles Lebensmittel geschätzt. Es ist sehr hitzebeständig und enthält zugleich einen hohen Anteil an mehrfach ungesättigten Fettsäuren. Die Lebensmittelindustrie verwendet es mit Vorliebe für cremige und schaumige sowie frittierte Fertigprodukte, ebenso für Margarine oder Erdnussbutter, also für Lebensmittel, die oft als ungesund betrachtet werden, was den Ruf dieses Öls nicht befördert hat. 
Zahlreiche Produkte amerikanischen Ursprungs wie Kartoffelchips, Frühstücksflocken oder Süßigkeiten, auch etwa indische Curry-Mischungen oder Mixed Pickles, enthalten Baumwollsamenöl. Die Ölkuchen genannten Pressrückstände der Ölgewinnung dienen als Viehfutter. Als Zutat zu Kosmetika und in der Medizin sowie als Treibstoff für Dieselmotoren wird es ebenfalls verwendet.
Vor allem wegen des hohen Einsatzes von Pestiziden bei der Baumwollproduktion ist die Verwendung für die menschliche Ernährung und als Futtermittel umstritten. Das rohe gepresste Öl ist wegen des Gehalts an giftigem Gossypol dunkelrotbraun und mit Proteinen verunreinigt. Durch Oxidation mit der Luft kann sich die Färbung verstärken. Nach der Raffination und dem Bleichen ist das Baumwollsamenöl dann hellgelb, schmeckt nussartig und riecht schwach erdartig. Es ist unlöslich in Alkohol, aber löslich in Ether und es ist ein halb-trocknendes Öl.
Die Halphen-Reaktion zum Nachweis von cyclopropenhaltigen Fettsäuren diente ursprünglich dem qualitativen Nachweis von Baumwollsamenöl in Verschnitten.

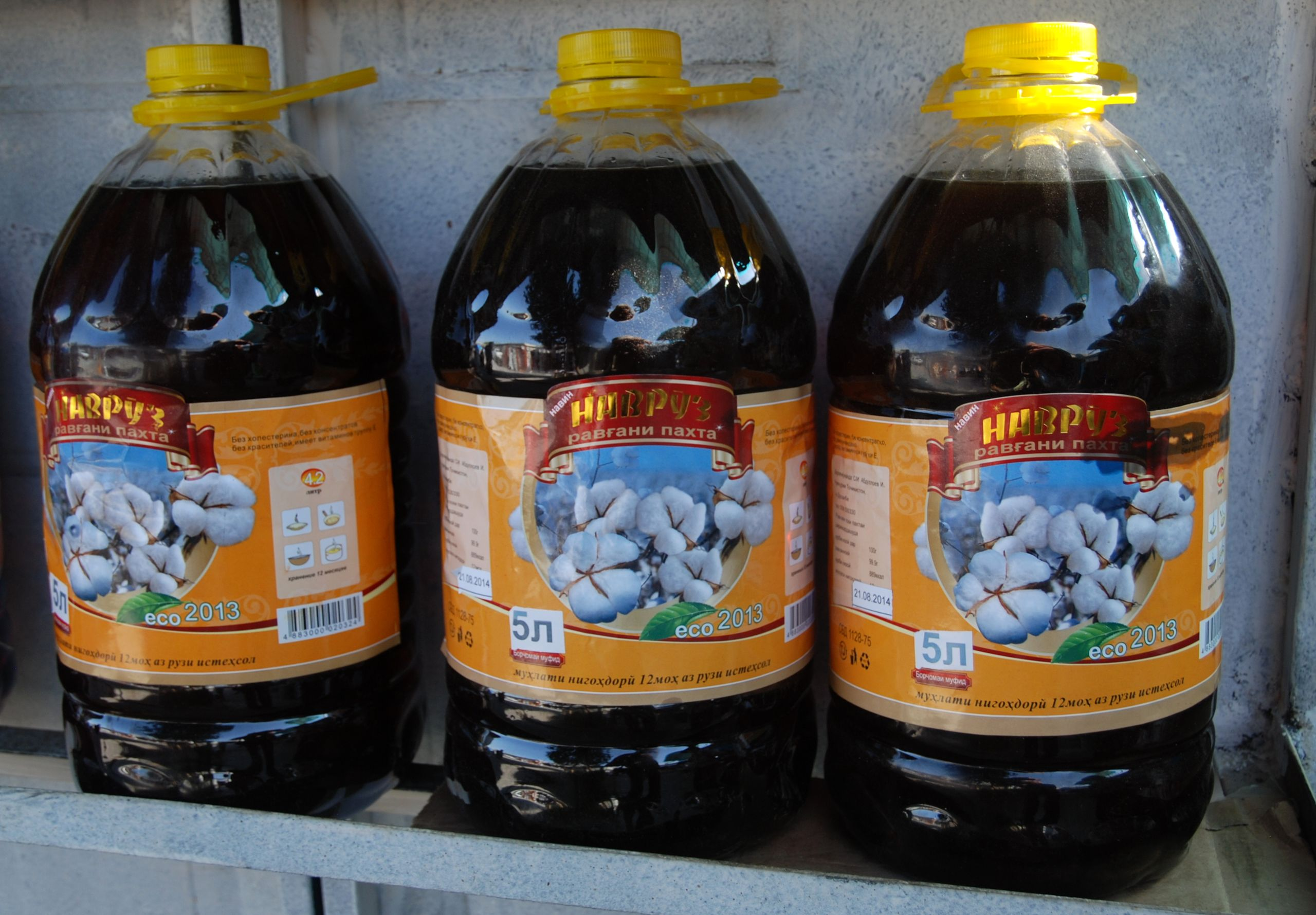
5-Liter-Flaschen mit unraffiniertem Baumwollsamenöl auf dem Markt von Hissor, Tadschikistan. Der überwiegende Teil (über 95 % im Jahr 2010) des in Tadschikistan hergestellten Speiseöls stammt aus Baumwolle. Rund 35 % des in diesem Land verbrauchten Speiseöls ist Baumwollsamenöl.
Allgemeine chemische Struktur von Fett, wie Baumwollsamenöl. Darin sind R1, R2 und R3 langkettige Alkylreste oder Alkenylreste mit einer meist ungeraden Anzahl von Kohlenstoffatomen.